# Diego Uceda
Esteban Diego Uceda Guerra-García (Callao, 9 de marzo de 1959) es un político peruano. Es el actual alcalde del distrito de La Molina, desde el 1 de enero del 2023. Siendo elegido en las elecciones municipales de 2022 para el periodo 2023 - 2026. Asimismo, fue regidor de Lima, desde el 2007 hasta el 2010.

## Biografía
Nació en el distrito de Bellavista, ubicado en la provincia constitucional del Callao, el 9 de marzo de 1959.
Hizo sus estudios primarios y secundarios, realizó sus estudios de Derecho en la Universidad de San Martín de Porres, quedando inconclusos.
En 2019, laboró como asesor de Compupalace. Actualmente, desde 2021, es asesor de la Compañía Minera Lincuna.

## Labor política
Fue miembro dirigente del partido Acción Popular durante 18 años, donde luego terminaría renunciando tras sus discrepancias con el partido, frente al autogolpe de estado de 1992, decretado por el expresidente Alberto Fujimori. Luego, Uceda terminó pasándose al Movimiento Vamos Vecino.
En las elecciones municipales del 2002, postuló como candidato a la alcaldía de Lima, sin embargo, no resultó elegido.

### Regidor de Lima
En las elecciones municipales del 2006, fue candidato a regidor del municipio de Lima por el partido Restauración Nacional, quien tenía como candidato al pastor Humberto Lay. Uceda resultó elegido para el periodo municipal 2007 - 2010.
Se mantuvo alejado de la política hasta 2021, donde volvió como candidato al Congreso de la República, por el partido Avanza País para dichas elecciones generales. Finalizando la urnas, Uceda no obtuvo éxito, pese a que el partido llegó a tener representación parlamentaria.

### Alcalde de La Molina
Para las elecciones municipales del 2022, se afilió al partido Renovación Popular de Rafael López Aliaga, y se apuntó como candidato a la alcaldía del distrito de La Molina. Donde salió ganador frente a Juan Carlos Zurek de Avanza País, quien terminó en segundo lugar.

## Controversias
Diego Uceda es cuestionado por tener una deuda de S/48.500 de pensión alimentaria de su hijo que tuvo con su exesposa, Diana Arias Stella Diez, hace 25 años.
Según el juzgado de paz que lleva el proceso, ordenó que Uceda sea declarado deudor alimentario moroso. En 2011, el Diario 16 publicó la historia de la deuda, del entonces, vocero de Solidaridad Nacional. “Él pagó en el 2011 y de ahí no volvió a pagar nunca más”, dice Arias Stella.
A inicios de diciembre de 2021, el mismo juzgado de paz ordenó que Uceda pague su deuda; de lo contrario, sería declarado deudor alimentario moroso. Hasta la fecha, el alcalde de La Molina no cancela dicha deuda por su hijo.
En enero de 2023, Uceda generó polémica, debido a su oposición al fallo que ordena derribar el “muro de la vergüenza” que divide los distritos de La Molina y Villa María del Triunfo. Según su justificación, fue que “defiende el parque ecológico, la naturaleza y la ecología”.
En septiembre de 2023, la empresa Cencosud acusó a Uceda de impedir la inauguración de su nuevo centro comercial ubicado en la avenida Raúl Ferrero. Según la justificación de Uceda, la empresa no poseía permiso por parte del Ministerio de Vivienda, Construcción y Saneamiento, y que su estacionamiento puede provocar congestión vehicular, debido a lo angosta que es la avenida donde se sitúa. Asimismo, afirmó que otro impedimento, fue que esta avenida poseía una ciclovía.